# Jean-Pierre Sauné
Jean-Pierre Sauné est un réalisateur français né en juin 1955.

## Biographie
Jean-Pierre Sauné a été assistant-réalisateur de Jacques Nichet et de Jean-Louis Benoît avant de produire et réaliser dans un village de l'Aude son premier long métrage, Coupe franche, sorti en 1989.

## Filmographie

### Assistant réalisateur
- 1984 : La Guerre des Demoiselles de Jacques Nichet
- 1985 : Les Poings fermés de Jean-Louis Benoît

### Réalisateur
- 1989 : Coupe franche
- 2002 : Libre (téléfilm)